# Ceprano
Ceprano – miejscowość i gmina we Włoszech, w regionie Lacjum, w prowincji Frosinone.
Według danych na rok 2004 gminę zamieszkiwało 8641 osób, 233,5 os./km².